# Ягельський Касіян Йосипович
Касіян Йосипович Ягельський (*1736, Київ — †21 листопада (2 грудня) 1774, Москва) — доктор медицини, один із засновників епідеміології в Російській імперії.

## Життєпис
Народився у Києві й у 1756 р. закінчив Києво-Могилянську академію, а далі навчався у госпітальній школі при Петербурзькому адміралтейському шпиталі, де в 1758 р. одержав звання підлікаря, а у 1761 р. — лікаря. Разом з Хомою Тихорським, Петром Погорецьким та іншими десятьма найздібнішими вітчизняними лікарями у 1761 р. був направлений за кордон для продовження навчання і підготовки до професорської діяльності. У 1761 — 1765 роках він навчався у Лейденському університеті, де захистив дисертацію і здобув ступінь доктора медицини, а потім ще два роки працював та удосконалював свою кваліфікацію у Німеччині та Франції. У 1762 р. Касіян Ягельський повернувся до Росії і був призначений професором фізіології, патології та «матерії медика» спочатку в Петербурзькій, а потім у Московській госпітальній школі.
Коли в 1771–1772 роках у Москві спалахнула епідемія чуми, як і Опанас Шафонський та Данило Самойлович, він був включений до Комісії для лікування та запобігання моровій виразці. На основі своїх спостережень Касіян Ягельський написав спеціальну працю з профілактики цієї хвороби під назвою «Повчання про запобіжні заходи від моровиці», зробивши таким чином суттєвий внесок у становлення вітчизняної епідеміології. Для населення Москви написав «Уведомление, каким образом вообще яд язвенный в домах и вещах зараженных и сумнительных истреблять» (1771). Винайшов обкурювальний порошок для дезінфекції речей, що належали зараженим. Як досвідчений педагог, він постійно працював над удосконаленням медичної освіти. Касіян Ягельський був одним із найздібніших лікарів свого часу. Займає чільне місце у ряду заснвників епідеміології в Російській імперії.